# Liste des gares de la wilaya d'Annaba

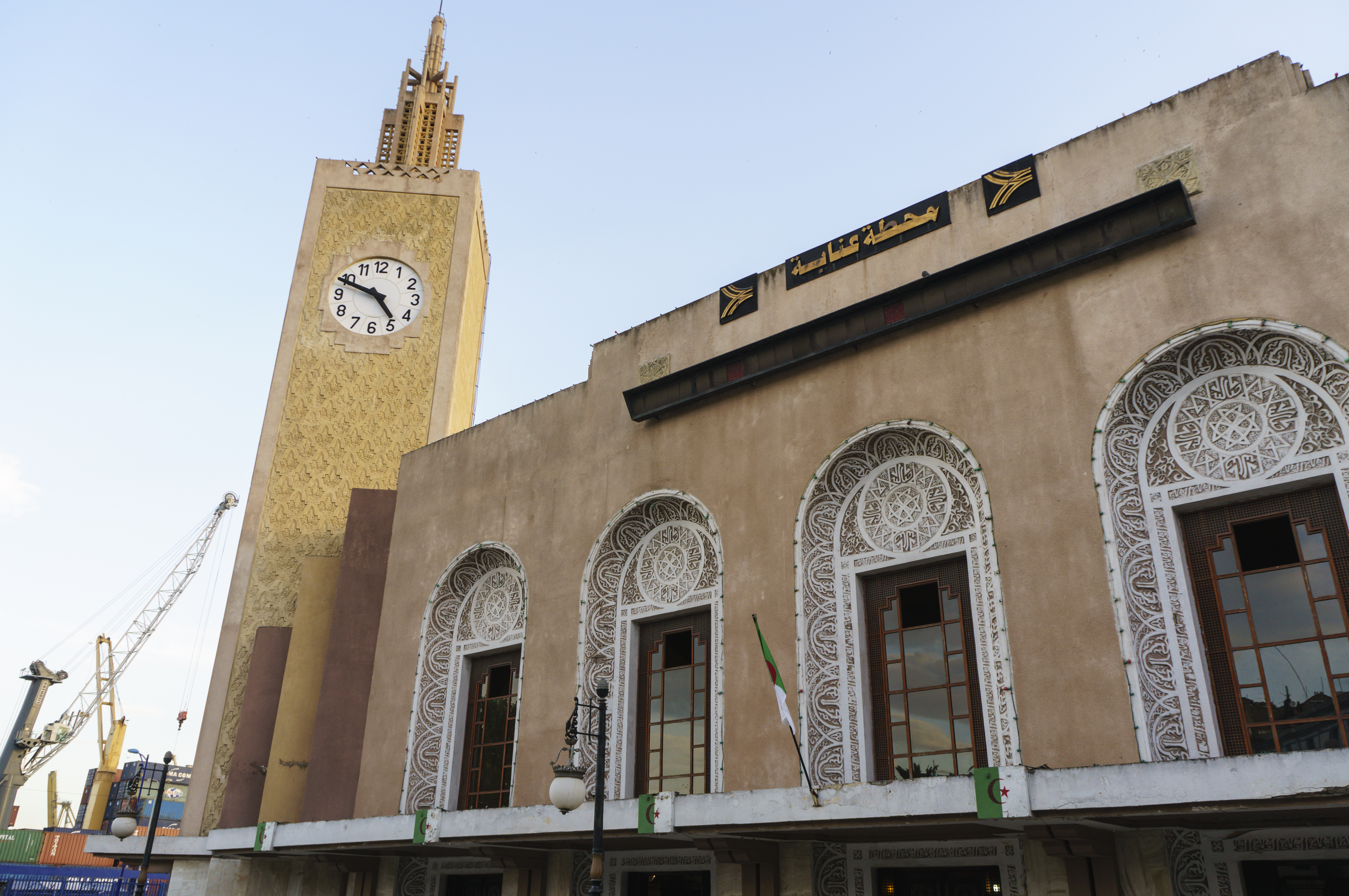
Le bâtiment voyageurs de la gare d'Annaba.

La liste des gares de la wilaya d'Annaba, est une liste des gares ferroviaires situées dans la wilaya d'Annaba, en Algérie.

## Gares ferroviaires dans la wilaya
La wilaya d'Annaba compte huit gares, toutes exploitées par la Société nationale des transports ferroviaires (SNTF).
| Gare                       | Commune   | Lignes                                                                  |
| -------------------------- | --------- | ----------------------------------------------------------------------- |
| Gare de Annaba             | Annaba    | Annaba à Djebel Onk Ramdane Djamel à Annaba ligne de Annaba à Sidi Amar |
| Gare de Berrahal           | Berrahal  | Ramdane Djamel à Annaba                                                 |
| Gare de Boukhadra (Annaba) | El Bouni  | Annaba à Sidi Amar                                                      |
| Gare de Chaiba             | Sidi Amar | Annaba à Sidi Amar                                                      |
| Gare d'El Hadjar           | El Hadjar | Annaba à Djebel Onk                                                     |
| Gare de Oued Zied          | Berrahal  | Ramdane Djamel à Annaba                                                 |
| Gare de Sidi Achour        | El Bouni  | Annaba à Sidi Amar                                                      |
| Gare de Sidi Amar (Annaba) | Sidi Amar | Annaba à Sidi Amar                                                      |

| \| Annaba Berrahal Boukhadra Chaiba El Hadjar Oued Zied Sidi Achour Sidi Amar \| Localisation des gares de la wilaya d'Annaba |
| Annaba Berrahal Boukhadra Chaiba El Hadjar Oued Zied Sidi Achour Sidi Amar                                                    |

## Lignes ferroviaires dans la wilaya
La wilaya est traversée par les lignes de Annaba à Djebel Onk et de Ramdane Djamel à Annaba. Une ligne a son parcours entièrement dans la wilaya, la ligne de Annaba à Sidi Amar.